# Serica umbrosa
Serica umbrosa är en skalbaggsart som beskrevs av Leon Fairmaire 1868. Serica umbrosa ingår i släktet Serica och familjen Melolonthidae.
Artens utbredningsområde är Madagaskar. Inga underarter finns listade i Catalogue of Life.